# Dragoș-Petruț Bârlădeanu
Dragoș-Petruț Bârlădeanu (n. 3 decembrie 1978) este un deputat român, ales în 2016. 